# جان واشون
جان فلیکس واشون (به انگلیسی: John Felix Vachon) عکاس اهل ایالات متحده آمریکا بود. او نگاره‌های تاثیرگذاری از زندگی روزمره در مناطق روستایی آمریکا را در دههٔ سی و چهل میلادی ثبت کرد. همچنین او از عکاسان پروژه اداره حفاظت از مزارع (FSA)‌ بود.

## نگارخانه

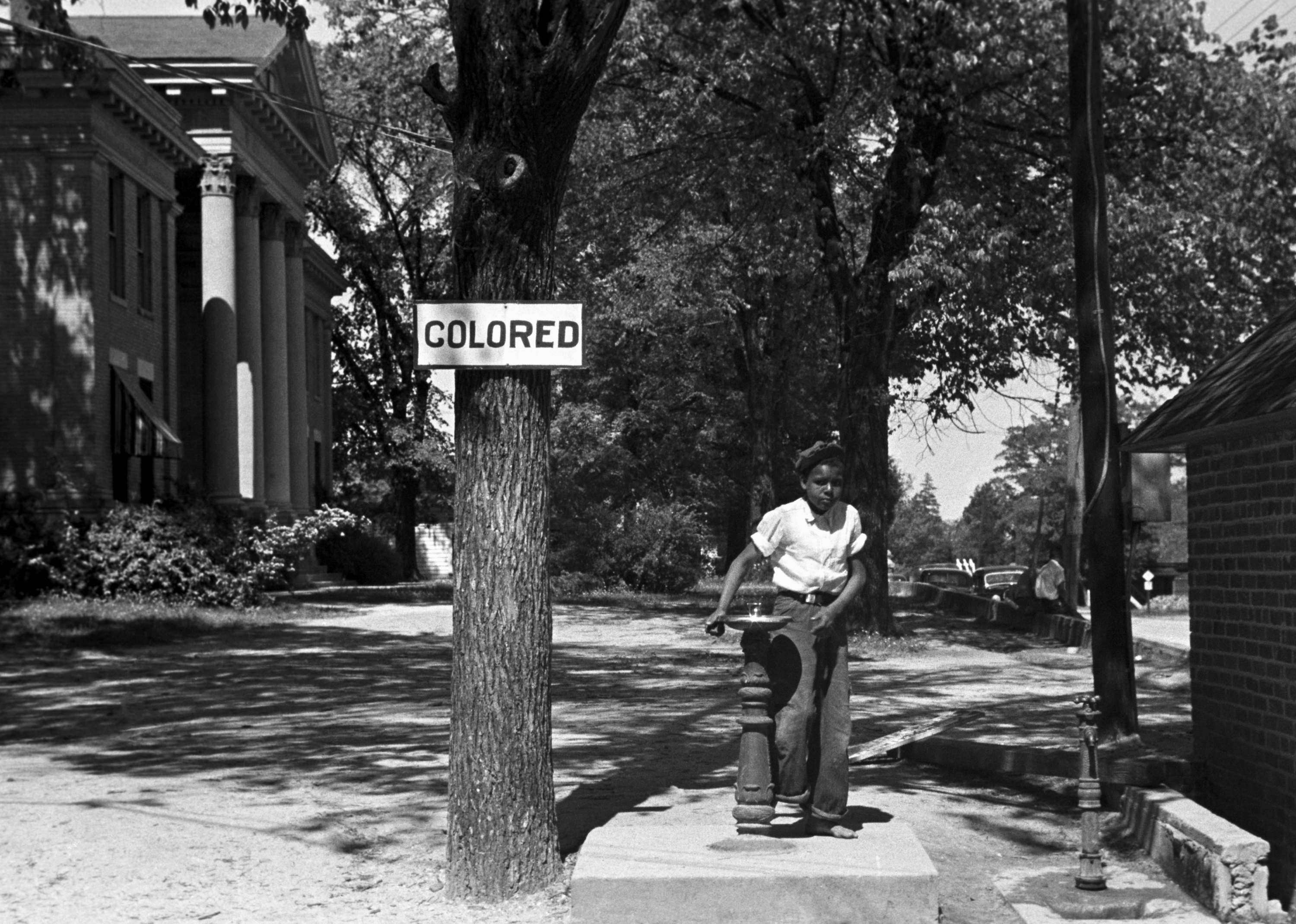
یک پسربچهٔ سیاه‌پوست آمریکایی در سال ۱۹۳۸ میلادی، در کارولینای شمالی.
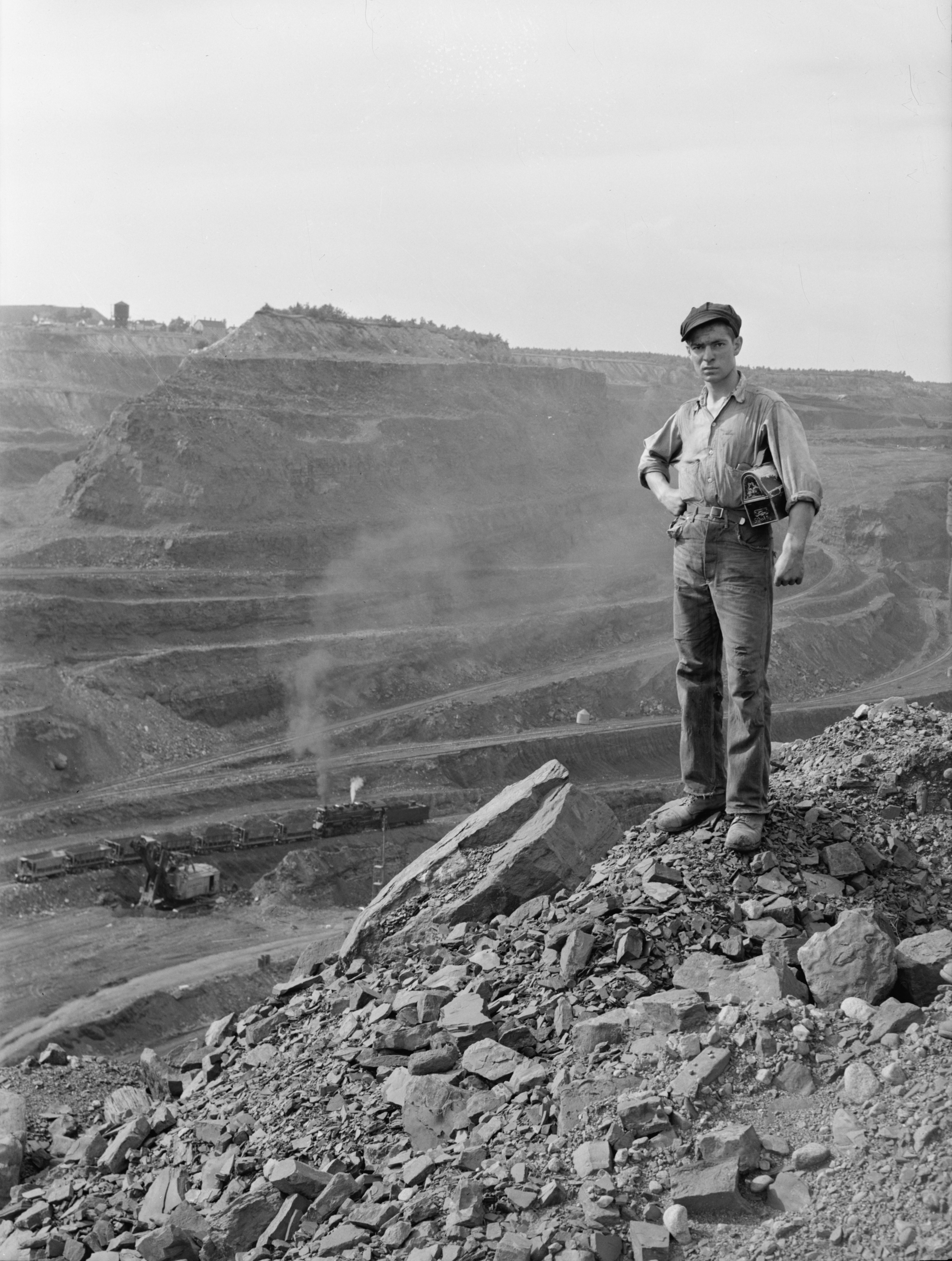
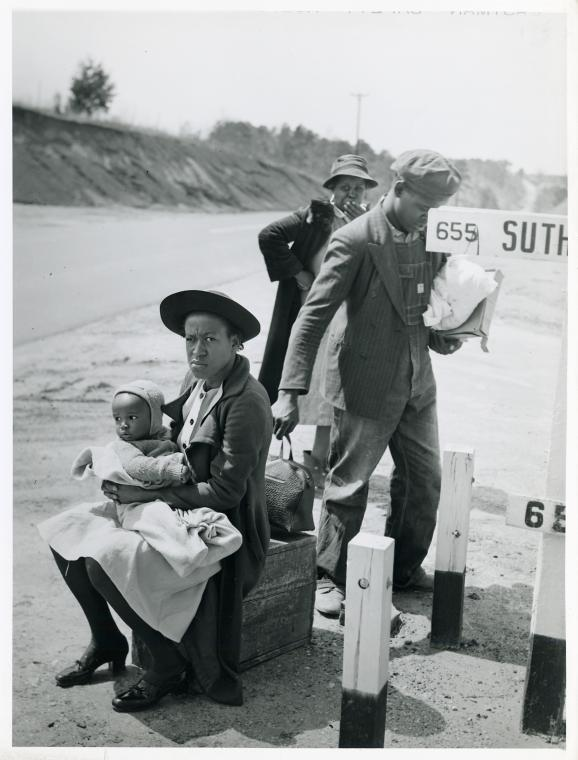
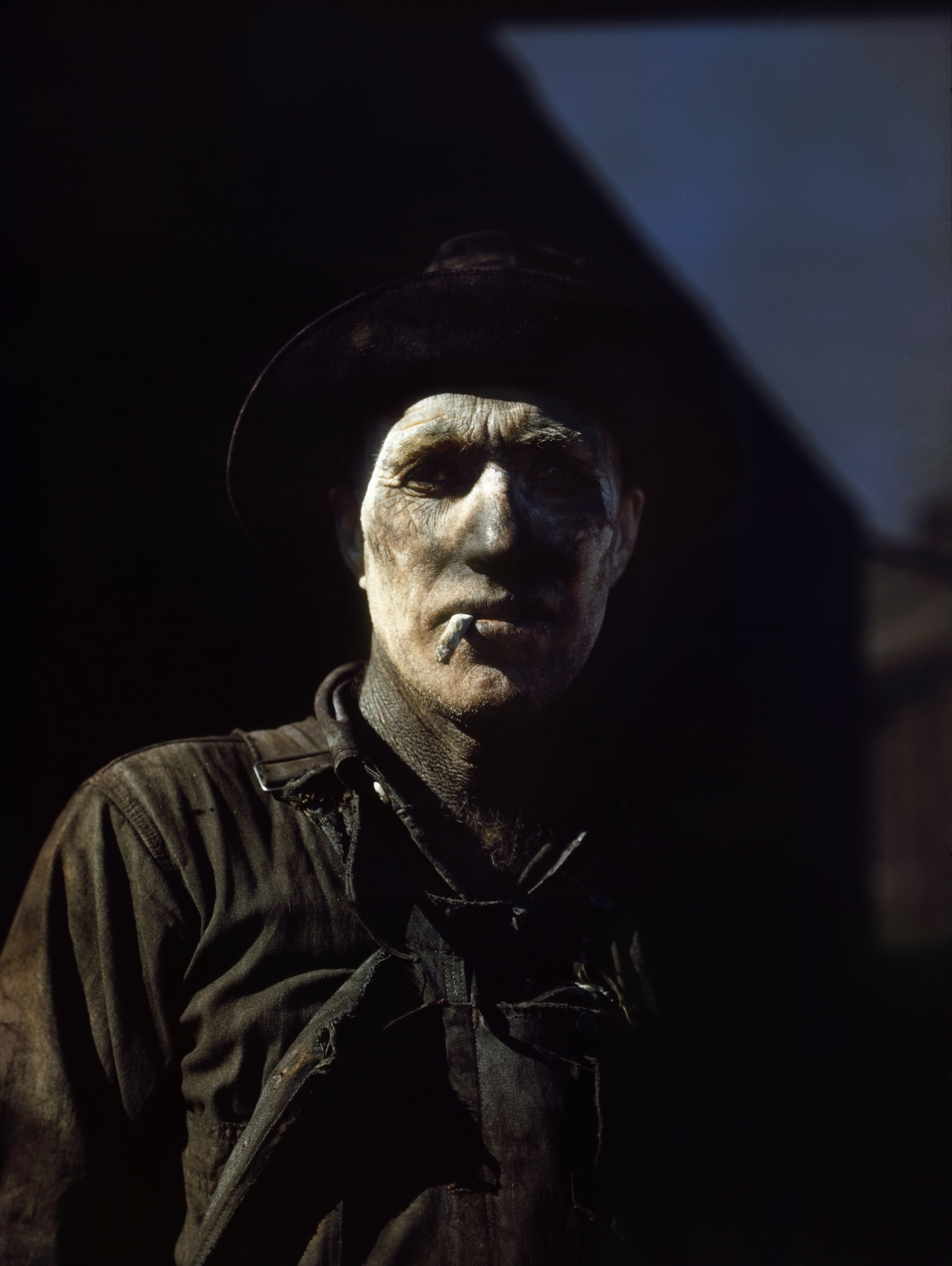
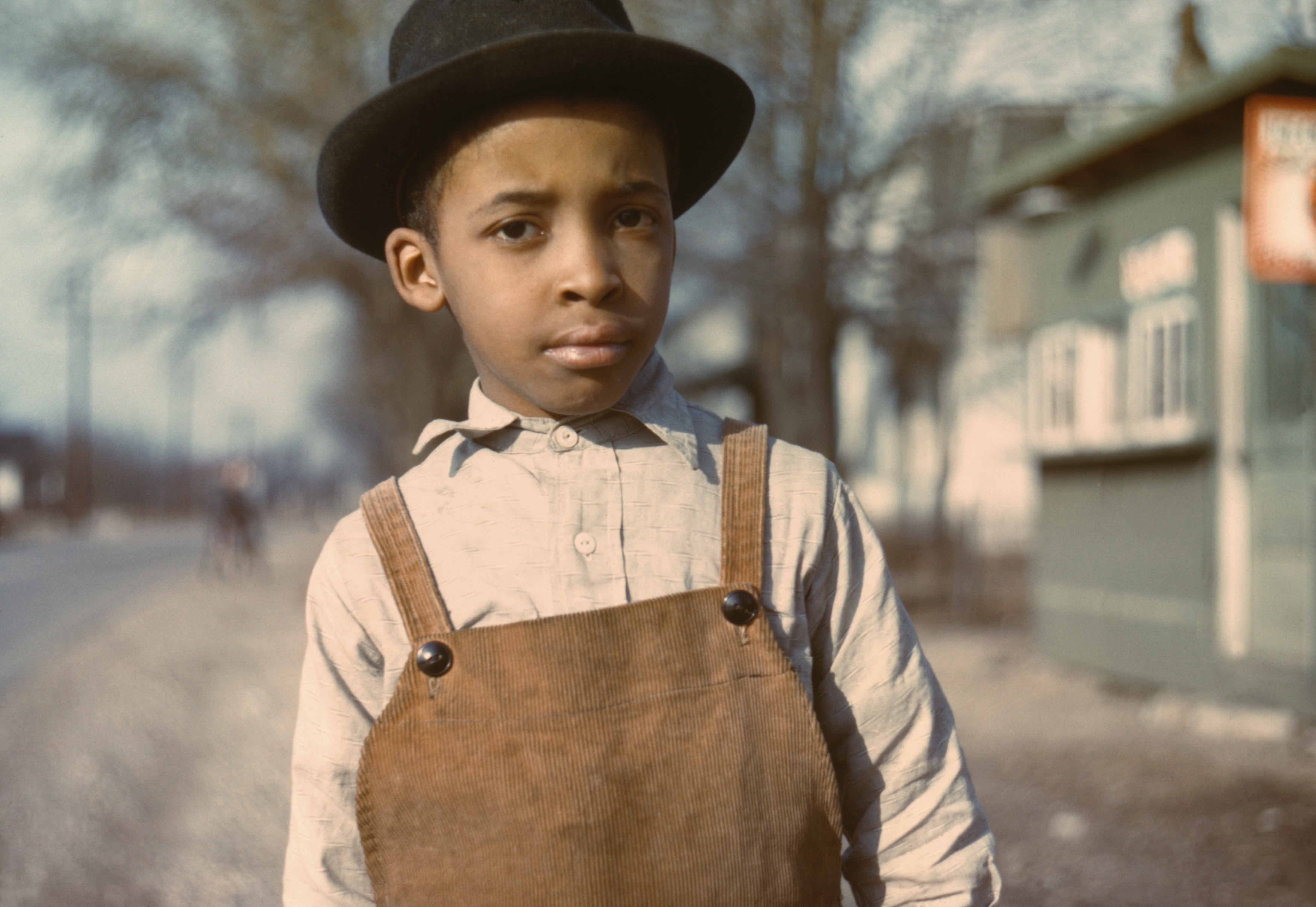
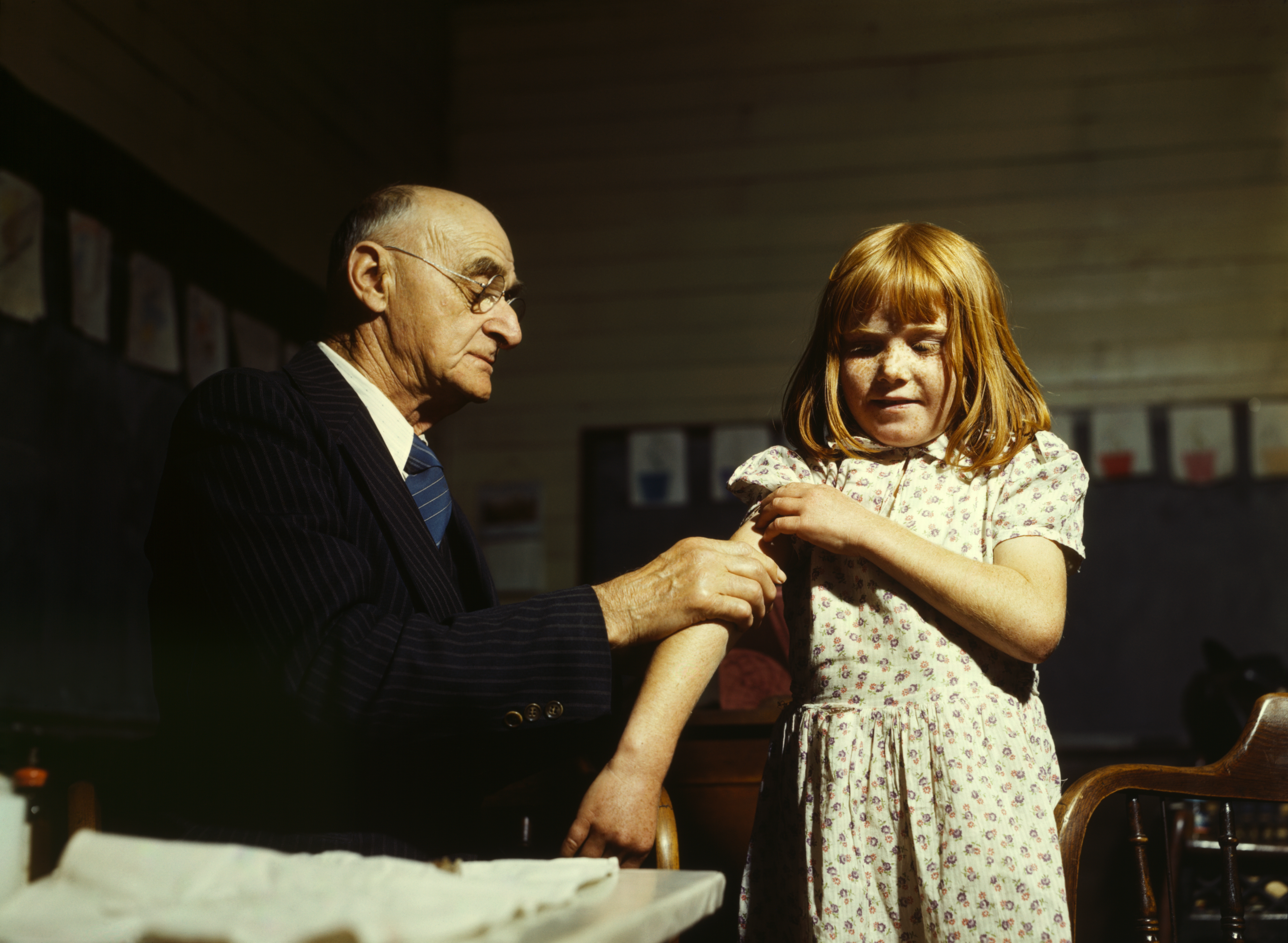
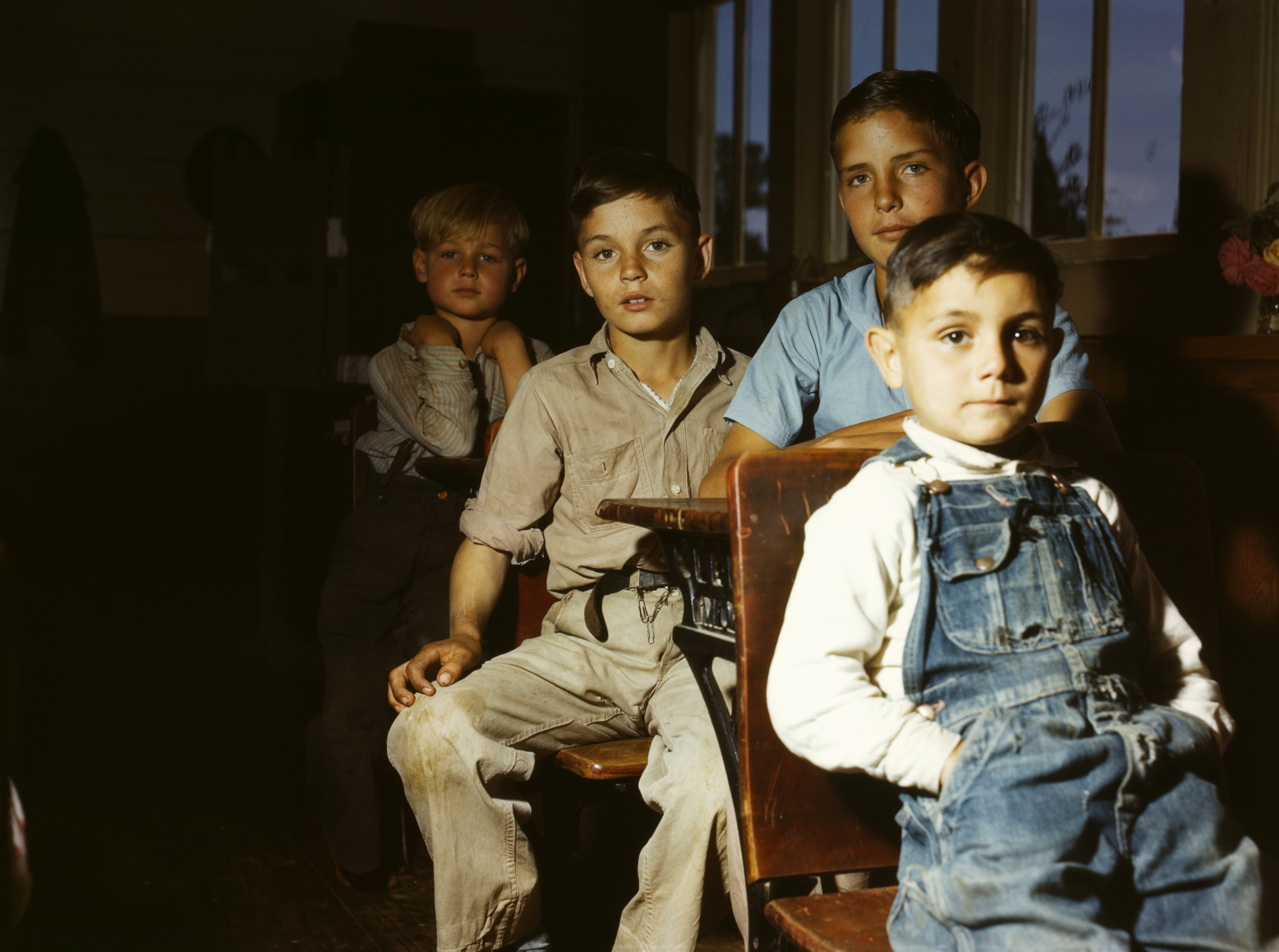
در کنار آب‌خوری، نوشته شده‌است برای استفادهٔ «رنگین پوست‌ها» که اشاره‌ای آشکار به جداسازی نژادی در دوران جدایی نژادی در ایالات متحده آمریکا دارد.